# Les Krims
Les Krims (* 16. August 1942 in New York City) ist ein konzeptueller Fotograf.

## Leben und Werk
Leslie Robert Krims wuchs in Bensonhurst, Brooklyn in einer Arbeiterfamilie auf, ging zur Stuyvesant High School und studierte später an der Cooper Union. Er arbeitete als Layouter für die Zeitschrift Artvoices. Nach dem Master am Pratt Institute arbeitete Krims ein paar Monate lang für den kommerziellen Fotografen John Naso. Les Krims lehrte ab 1967 Fotografie am Rochester Institute of Technology und ab 1969 am Buffalo State College, wo er Hollis Frampton kennenlernte. Cindy Sherman, Robert Longo und Charles Clough gehörten zum Kreis seiner Studenten.
Seit 1963 fotografierte Krims mit einer Yashica Mat, dann wechselte er zu Nikon. Seine Mutter ist die am häufigsten abgebildete Person. Seine Mutter ließ sich, nur mit einer Unterhose bekleidet, für die Serie „Making Chicken Soup“ von ihm ablichten, wobei sie erläutert, wie eine Hühnersuppe zubereitet wird. Weitere weibliche Modelle sind Freundinnen, Models, die am BSC arbeiteten und seine Ehefrau. Krims plant jedes Foto mit einer Ideenskizze. Es bleibt sehr wenig Platz für Spontaneität in seinen Inszenierungen.
1974 fotografierte er die Serie „Fictcryptokrimsographs“ mit einer Polaroid SX-70 und manipulierte die Fotos später. Heute fotografiert er mit einer Hasselblad H4D.
Les Krims ist ein sehr umstrittener Fotograf, der die Kunstkritiker polarisiert. Feministinnen, unter anderen Andrea Dworkin, engagieren sich gegen seine Arbeit. Seine Fotografien rufen im Allgemeinen beim Betrachter entweder Empörung oder Lachen hervor.

## Bizarre, wahre Geschichten
1971 wurde in Memphis Tennessee ein 14-jähriger Junge entführt. Die Entführer forderten die Schließung einer Ausstellung an der „Memphis Academy of Art“ von Les Krims. Nachdem die Fotos abgehängt waren, wurde das Entführungsopfer freigelassen.
1972 wurde die in Sepia gefärbte Fotoserie „The Incredible Case of the Stack O’Wheat Murders“ öffentlich gezeigt. Bei der Serie handelt es sich um gestellte, irreale Tatortfotos, bei denen halbentblößte oder nackte Frauen als Opfer von Sexualstraftaten inszeniert worden sind. Neben den „Opfern“ ist auf den Fotos jeweils ein Stapel mit „Hershey Sirup“ übergossener Pfannkuchen zu sehen. Jeder Käufer (der aus 10 Fotos (14x17) bestehenden Fotoserie) bekam gratis genug Pfannkuchen Teig-Mix, um selbst einen Stapel Pfannkuchen zu backen und dazu eine Flasche des Sirups, der auf den Fotos das Blut darstellt. 1980 wurde diese Serie an der University of California, Santa Cruz ausgestellt. Nikki Craft, eine Aktivistin gegen Pornografie und Vergewaltigung, sah die Fotos kurz nachdem ein brutaler Sexualmord bekannt worden war, riss die Fotos von den Wänden und übergoss sie mit Sirup. 1982 veröffentlichte Clive Sinclair in „Bed Bugs“ die Novelle „The Incredible Case of the Stack o' Wheats Murders“, in der er ausführlich beschrieb, wie Nikki Craft und Les Krims gegeneinander agierten.

## Ausstellungen
- 1974: Les Krims, Duane Michals Zwei amerikanische Fotografen Bonner Kunstverein, Bonn
- 1977: documenta 6, Kassel
- 1978: Mirrors and Windows: American Photography Since 1960 Museum of Modern Art, New York
- 2005: Sammlung Ann und Jürgen Wilde, Les Krims, Ugo Rondinone Sprengel Museum Hannover[5]

## Auszeichnung
- 1971: National Endowment for the Arts